# Yantai
Yantai (cinese semplificato: 烟台; Cinese tradizionale: 煙臺; Pinyin: Yāntái; in passato Chihfu) è una città-prefettura nella provincia nordest di Shandong, appartenente alla Cina. 

## Geografia fisica
Posizionata sul litorale orientale della baia di Bohai, confina con le città di Qingdao a sudovest e di Weihai all'est.
La città, situata sulla costa del Mar Giallo, è il più importante porto peschereccio della provincia di Shandong.

## Geografia antropica
La sua prefettura conta 12 suddivisioni amministrative, di cui 4 distretti, 7 città-contee e una contea:
- Distretto di Zhifu (芝罘区)
- Distretto di Fushan (福山区)
- Distretto di Muping (牟平区)
- Distretto di Laishan (莱山区)
- Longkou (龙口市)
- Laiyang (莱阳市)
- Laizhou (莱州市)
- Penglai (蓬莱市)
- Zhaoyuan (招远市)
- Qixia (栖霞市)
- Haiyang (海阳市)
- Contea di Changdao (长岛县)